# (19521) Chaos
Pour les articles homonymes, voir Chaos.
Ne doit pas être confondu avec (3906) Chao.
(19521) Chaos est un objet transneptunien. Découvert en 1998 par le programme Deep Ecliptic Survey, il s'agit d'un cubewano. Son nom fait référence au Chaos, l'origine du monde selon l'auteur grec Hésiode.

Comparaison de taille entre plusieurs astres dont la Lune (en haut à gauche) et Chaos (en bas à gauche).